# Росс, Боб
Ро́берт «Боб» Но́рман Росс (англ. Robert «Bob» Norman Ross, 29 октября 1942[…], Дейтона-Бич, Флорида — 4 июля 1995, Орландо, Флорида) — американский художник, преподаватель рисования и телеведущий. Он был создателем и ведущим «Радости живописи», обучающей телевизионной программы, которая выходила в эфир с 1983 по 1994 год на канале PBS в США, а также в Канаде, Латинской Америке и Европе. Впоследствии Росс стал широко известен благодаря своему посмертному присутствию в интернете.

## Биография

### Ранние годы
Боб Росс родился 29 октября 1942 года в городе Дейтона-Бич во Флориде, США, в семье Джека и Олли Росс, которые работали плотником и официанткой соответственно, и провел свое детство в Орландо, Флорида. В подростковом возрасте он заботился о различных раненых животных, таких как броненосцы, змеи, аллигаторы и белки; одна из белок впоследствии появилась в нескольких эпизодах его теле-шоу. У него был сводный брат по имени Джим, о котором он вскользь упоминал в своих передачах. Росс оставил среднюю школу после 9 класса. Во время работы плотником с отцом он потерял часть указательного пальца на левой руке, что, однако, не помешало ему держать палитру при рисовании в будущем.
Боб увлёкся рисованием в 18 лет на службе в американских ВВС. Он посетил множество курсов в университетах Америки и изобрёл свою собственную технику живописи «Bob Ross Wet-on-Wet Technique».
Начиная с 1981 года Боб Росс посетил множество городов Америки, где рассказывал и учил своей технике живописи. В 1982 году вышла первая программа с Бобом Россом. В общей сложности Боб Росс выпустил более 450 программ общим тиражом в 93,5 миллиона и выступал на телевидении в 403 передачах. Его программы известны в Японии, Мексике, Южной Корее, Великобритании, Германии, Бельгии, Австрии, России, Канаде и других странах.

### Смерть
Росс, который курил сигареты на протяжении большей части своей взрослой жизни, сталкивался с несколькими проблемами со здоровьем и ожидал, что уйдет из жизни раньше времени. Он скончался в 52 года 4 июля 1995 года в Орландо, штат Флорида, из-за осложнений, связанных с лимфомой. Его прах похоронен в Мемориальном парке Вудлона в Готе, штат Флорида, под мемориальной доской с надписью: «Боб Росс; телевизионный художник». Росс держал свой диагноз в секрете от широкой публики, и его лимфома не была известна за пределами его круга семьи и друзей до его смерти. На момент его кончины он подготовил семь картин для потенциального 32-го сезона своего шоу «Радость живописи».
По условиям создания Bob Ross Inc., смерть любого партнера компании влечет за собой равномерное разделение акций между оставшимися партнерами. Смерть Росса и его второй жены оставила Ковальски единоличными владельцами фирмы, которые, по слухам, пытались убедить Росса передать права на свое наследство. Однако Росс исключил Ковальски из завещания, оставив свои активы сыну Стиву и сводному брату Джимми Коксу. Ковальски в конечном итоге выиграли судебное разбирательство.
После выхода Ковальски на пенсию их дочь Джоан стала управлять компанией, активно развивая бренд Ross с 2010-х годов. Она также договорилась со Стивом Россом и Джимми Коксом о праве использовать имя и образ Боба, что позволяло Стиву продолжить карьеру художника.

### Личная жизнь
Росс был женат три раза и имел двоих детей: ребенка — от отношений, которые у него были в подростковом возрасте — и сына Роберта Стивена «Стива» Росса от его первой жены Вивиан Ридж. Стив, также талантливый художник, периодически появлялся в программе «Радость живописи» и стал сертифицированным инструктором Росса.
Брак Росса и Ридж закончился разводом в 1977 году, предположительно из-за неверности Росса. У Росса и его второй жены Джейн не было общих детей, а в 1992 году Джейн умерла от рака. В 1995 году, за два месяца до своей смерти, Росс женился в третий раз, на Линде Браун.
Росс был очень скрытен в отношении своей жизни и отдавал большое предпочтение уединению. Некоторые из немногих интервью с его сплоченным кругом друзей и семьи можно найти в документальном фильме PBS 2011 года «Боб Росс: Счастливый художник». Другие беседы были уничтожены в рамках юридического противостояния между семьей Росса и компанией Bob Ross Inc.. Компания Bob Ross Inc. по сей день управляет его интеллектуальной собственностью.

## Техника живописи
Росс использовал технику масляной живописи «алла прима» — рисование поверх тонкого базового слоя непросохшей масляной краски. Картина могла продвигаться без предварительного высыхания. В этой технике использовался ограниченный набор инструментов и красок, что не требовало больших вложений в дорогостоящее оборудование. Для очистки кистей Росс часто рекомендовал использовать разбавитель для краски (минеральный спирт без запаха). Сочетание метода «алла прима» с использованием больших одно- и двухдюймовых кистей, а также мастихинов, позволяло художнику быстро завершить пейзажную сцену.
Главной темой картин Боба Росса в этой технике являлась природа. В 2014 году блог FiveThirtyEight проанализировал 381 эпизод, в котором Росс рисовал вживую, и пришел к выводу, что 91 % картин Росса содержали хотя бы одно дерево, 44 % — облака, 39 % — горы и 34 % — горные озера. По собственным оценкам, Росс создал более тридцати тысяч картин. В его работах редко встречались люди или признаки человеческой жизни. В редких случаях он изображал хижину, иногда с трубой, но без дыма и, возможно, незанятую.

## Память
На стриминговой площадке Twitch в честь Боба Росса каждые выходные проводятся трансляции его шоу в разделе «Art». Также добавлены смайлики: CoolStoryBob, KappaRoss и PixelBob для общего доступа, bobrossDealWithIt и другие для платных подписчиков.
Подобие Росса стало частью популярной культуры: его образ был пародирован в шоу, фильмах и видеоиграх, таких как «Гриффины», «Гетто», «Дэдпул 2», SMITE и «Калейдоскоп ужасов». Боб Росс также был спародирован в серии «Эпические рэп-битвы истории» на YouTube в эпизоде «Боб Росс против Пабло Пикассо».
Google отпраздновал 70-летие Боба Росса с помощью Google Doodle 29 октября 2012 года. На нём Росс нарисовал изображение буквы «g» с пейзажем на заднем плане. Настольная игра под названием «Bob Ross: The Art of Chill» была выпущена и представлена магазинами Target, а также была выпущена модель Chia Pet по образу Боба Росса. В какой-то момент видеоигру про Росса собирались выпустить для Wii, Nintendo DS и ПК, разработкой занималась AGFRAG Entertainment Group, хотя до этого дело так и не дошло.
Новый интерес к Россу возник в 2015 году. В рамках запуска Twitch Creative Twitch провёл девятидневный марафон из серии Боба Росса «Радость живописи», который начался 29 октября 2015 года в ознаменование его 73-го дня рождения. Twitch сообщил, что 5,6 миллиона зрителей смотрели марафон и из-за его популярности создали еженедельную ретрансляцию с одним сезоном «Радости живописи» для трансляции на Twitch каждый понедельник. Часть доходов от рекламы была обещана благотворительным организациям, в том числе детской исследовательской больнице Св. Иуды.
В июне 2016 года сериал Росса «Красота везде» был добавлен в линейку Netflix. 30-минутные эпизоды взяты из сезонов 20, 21 и 22 оригинальной серии «Радость живописи». Вновь возникший интерес удивил семью Ковальских, которые управляли правами на образ Росса и эпизоды «Радости живописи». Они создали канал «Bob Ross» для YouTube, который за год получил более миллиона подписчиков.
Возобновление интереса к Россу также привело к возникновению вопросов о местонахождении его картин, учитывая, что, по оценкам, для «Радости живописи» было создано более 1000 работ. В отчёте о расследовании, опубликованном The New York Times, Kowalskis подтвердил, что они всё ещё хранят все его картины, хотя, как правило, без должного ухода, необходимого для хранения произведений искусства. По многочисленным письмам поклонников Росса, Смитсоновский музей американского искусства связался с Kowalskis и предложил взять с собой картины Росса, а также другие предметы из выставки, чтобы выставить их на выставке в Музее.
В августе 2021 года на Netflix вышел документальный фильм «Боб Росс: счастливые случайности, предательство и жадность», посвященный Бобу Россу и борьбе его сына Стивена с семьей Ковальских за права на образ художника, случившиеся после его смерти.

### АСМР
Трансляции на Twitch вызвали новый интерес к Россу и привели к росту его популярности. Впоследствии его видео стали популярны среди приверженцев АСМР (автономная сенсорная меридианная реакция). Многие зрители обнаружили, что прослушивание Росса вызывает АСМР-реакцию. По словам Джоан Ковальски, президента компании Bob Ross Inc: «Он своего рода крестный отец АСМР… Люди увлекались им по причинам АСМР еще до того, как появилось АСМР».